# 1. Gartenbrücke (Sankt Petersburg)
Die 1. Gartenbrücke (russisch 1-й Садовый мост 1-j Sadowy most) ist eine Stahlbogenbrücke in Sankt Petersburg, die den Fluss Moika überspannt und im Stadtbezirk Zentralny liegt. Sie verbindet die Spasskiinsel mit der 1. Admiralitätsinsel. Die Brücke befindet sich in unmittelbarer Nähe zum Schwanenkanal und der Unteren Schwanenbrücke.
Ihren ersten Namen „2. Marsfeldbrücke“ erhielt die Brücke vom nahegelegenen Marsfeld. Zu Beginn des 19. Jahrhunderts wurde sie wegen der in der Nähe befindlichen Michaelsburg „Michaelsbrücke“ genannt. Am 6. Oktober 1923 erhielt sie mit Verweis auf die sie umgebenden Grünflächen (Sommergarten, Michaelsgarten, Marsfeld und Ingenieurplatz) ihren heutigen Namen.
Die 1. Gartenbrücke ist eine der insgesamt 15 Brücken über die Moika. Sie steht unter Denkmalschutz.

## Baugeschichte
Die erste Holzbrücke ist in einem Plan von 1716 verzeichnet. Sie hatte einen anhebbaren Mittelteil, um Schiffen mit Masten die Passage zu ermöglichen. In den Jahren 1798 bis 1801 wurde die alte durch eine neue Holzbrücke ersetzt. 1835/36 entstand eine Steinbogenbrücke (Projektbeteiligte: Pierre-Dominique Bazaine, Andrei Gotman, Iwan Buttatz). 1905 zeigte eine Untersuchung der Brücke schwere Strukturschäden. Während des Neubaus 1906/07 wurde eine provisorische Holzbrücke neben der Baustelle errichtet. Eine unsachgemäße Vorgehensweise beim Abbruch der alten Brücke führte zum unkontrollierten Einsturz des Bogengewölbes, der vier Arbeiter das Leben kostete; fünf Arbeiter wurden leicht verletzt. Wegen eines veränderten Bogenradius konnten die alten gusseisernen Geländeteile nicht mehr verwendet werden. 1910 und 1913 wurden deshalb neue Gitter installiert, deren Aussehen sich am Tor des Russischen Museums orientierte. Während der Leningrader Blockade gingen alle dekorativen Elemente verloren. Sie wurden in mehreren Etappen 1951, 1967 und 1969 wieder ergänzt. 2002/2003 erfolgte die bislang letzte Generalsanierung der Brücke.